# Federico Jovine Bermudez
Federico Jovine Bermúdez (San Pedro de Macoris, 8 de abril de 1944 - Santo Domingo, 16 de enero de 2017) fue un poeta, narrador y ensayista.

## Vida personal
Popularmente se reconoce a Federico como una persona sumamente asequible, llana, presta siempre a orientar a los más jóvenes y a los más viejos también. En su casa, reposa en la puerta de entrada, un rótulo que reza: “Aquí vive un poeta”.

## Carrera

### Como poeta
Sus obras literarias van desde la poesía (Huellas de la Ira, Salvo Error u Omisión, Pablo Mamá, Ardiente Pasión por la Palabra, Con Facer la América y el gran poema Don Quijote de la Mancha); el teatro (José Francisco Peña Gómez); la novela (La Última Noche del Tratante, Papá Bonito, La Huida,  Osorio y Te Atreverías a Saltar); el cuento (Rompan fila y viva el jefe) hasta el ensayo ( La generación de posguerra en la poesía dominicana, A lomo de Rocinante y La joven poesía dominicana, Apuntes para una historia cultural de San Pedro de Macorís); en todas demostrando su excelso manantial de conocimientos y su notable versatilidad en el oficio de la escritura, sin dejar de lado su enorme caudal de informaciones históricas que en cada encuentro utiliza para ilustrar a todos los que tenemos el honor de compartir su tiempo y espacio.

## Fallecimiento
Federico murió el día 16 de enero del 2017 a las 6 de la mañana. Todavía se desconocen las causas.